# Wine Calling
Pour plus de détails, voir Fiche technique et Distribution.
Wine Calling est un film français documentaire sur le vin naturel, sorti en 2018.

## Fiche technique
- Titre : Wine Calling
- Sous-titre : Le Vin se lève !
- Réalisation : Bruno Sauvard
- Pays d'origine : France
- Format : Couleurs - 1,85:1
- Genre : documentaire
- Durée : 95 minutes
- Lieu : Latour-de-France
- Date de sortie : 17 octobre 2018 en France